# Kystpartiet
Kystpartiet (deutsch Die Küstenpartei, Abkürzung Kp) ist eine konservative politische Partei in Norwegen. Zeitweise war sie in einigen Gemeinderäten, vor allem im Norden des Landes, und im nationalen Parlament, dem Storting, vertreten.

## Geschichte
Zu den Vorläuferorganisationen der Kystpartiet zählten vor allem distriktspolitische und EU-kritische Gruppierungen wie das Bündnis Borgerlige mot EU (Bürgerliche gegen die EU). Nach der landesweiten Volksabstimmung über einen Beitritt Norwegens zur Europäischen Union, der 1994 mehrheitlich abgelehnt wurde, gab es nach Ansicht der späteren Parteigründer keine politische Organisation in Norwegen, die den Volkswillen in dieser Frage konsequent repräsentierte. Gleichzeitig beklagten Fischer und Bauern in Nordnorwegen einen ihrer Meinung nach zu zentralistischen Kurs in der norwegischen Politik, der die Bedürfnisse der peripheren Regionen nicht genügend berücksichtigte. Ein lockeres Bündnis aus EU-Gegnern und sogenannten kystopprørere (wörtlich: Küstenrebellen) beschloss daher, eine eigene Partei ins Leben zu rufen.
Da entsprechende Fristen vor der Parlamentswahl im Jahr 1997 nicht mehr eingehalten werden konnten, schloss sich die Initiative zunächst der Liste Tverrpolitisk Folkevalgte an, einer freien und ebenfalls europaskeptischen Wählergruppe. Spitzenkandidat dieser Liste wurde der aus Brønnøysund stammende Fischer und Walfänger Steinar Bastesen, der auf Anhieb den Sprung in das Storting schaffte. Aufgrund seines Berufes und seiner politischen Schwerpunkte wurde die Liste in den Medien häufig als Fiskerlisten (Fischerliste) bezeichnet. Nach zwei Jahren der parlamentarischen Arbeit griff Bastesen den alten Plan auf und gründete am 1. Februar 1999 eine eigenständige Partei, die seitdem den Namen Kystpartiet trägt. Am 24. September 1999 wurden die Partei und ihr Name vom Notarius Publicus in Norwegen offiziell anerkannt. Im Jahr 2001 trat die Partei erstmals unter der Bezeichnung Kystpartiet zur nationalen Parlamentswahl an und konnte ihr einziges Mandat verteidigen.
Bastesen fungierte zwischen 1999 und 2005 als Vorsitzender der Partei. Nach internen Auseinandersetzungen wurde er 2005 von Roy Waage abgelöst. Zwischen 2007 und 2009 führte Kjell Ivar Vestå die Partei, der sich später, wie auch andere Spitzenvertreter der Partei, der rechtspopulistischen Fremskrittspartiet anschloss. Seit Oktober 2016 ist Per Roger Vikten erster Vorsitzender. Steinar Bastesen wurde 2008 wegen „illoyalen Verhaltens“ aus der Partei ausgeschlossen. Zu diesem Zeitpunkt hatte die Kp 800 Mitglieder.

## Programm

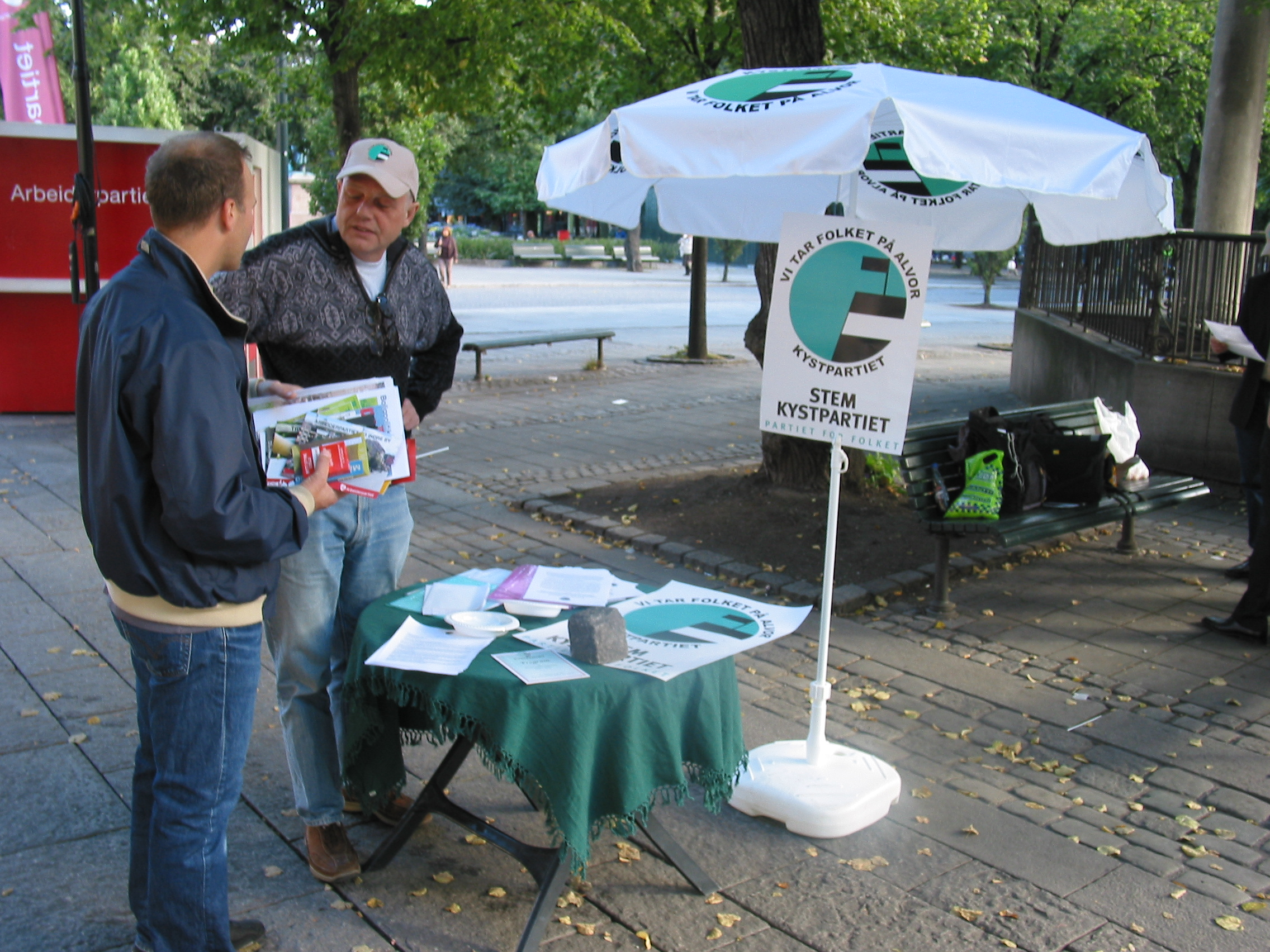
Wahlstand der Kystpartiet in Oslo, 2007

Die Kystpartiet versteht sich selbst als „wertkonservative Zentrumspartei“. Sie orientiert sich nach eigenen Aussagen an demokratischen, humanistischen und christlichen Grundwerten und macht es sich zur Aufgabe, „die Familie, lokale Interessen und die Nation“ zu schützen. Weitere wichtige Rahmenwerte für die Partei sind die Ökologie und die Nachhaltigkeit.
Aufgrund ihrer historischen Wurzeln engagiert sich die Partei stark in der Fischereipolitik. Sie setzt sich dafür ein, dass die Fischbestände an der norwegischen Küste „unabhängig von Absprachen mit anderen Ländern“ verwaltet und reguliert werden. Große „Eigentumskonzentrationen“ lehnt sie ebenso ab wie Zugriffsmöglichkeiten global operierender, ausländischer Firmen auf den norwegischen Markt. Die Steuerpolitik soll es Fischern ermöglichen, ihr eigenes Schiff zu besitzen und es rentabel zu halten. Die Besatzung auf den Kuttern soll zu mindestens 50 Prozent aus norwegischen Staatsbürgern bestehen.
Die Landwirtschaft hat nach den Vorstellungen der Partei das Ziel einer „rein norwegischen Nahrungsproduktion“ zu verfolgen, die das Land unabhängig vom Ausland mache. Ökologische Produkte seien, sofern sie nachgefragt werden, zu priorisieren. Gleichzeitig befürwortet die Partei den Ausbau eines sanften Tourismus in Einklang mit Prinzipien des Naturschutzes.
In der Energiewirtschaft sei „die Privatisierung und der Verkauf des norwegischen Wasserkraftsystems“ zu verhindern. Die Wasserkraft als umweltfreundlichste Energiequelle solle auch in Zukunft bevorzugt genutzt werden. Daneben tritt die Partei für die Nutzung erneuerbarer Ressourcen wie Sonne, Wind und Wellenkraft ein. Sie favorisiert kleinere Produktionskapazitäten. Die norwegische Erdöl- und Gasproduktion wird nicht in Frage stellt; Plänen einer Offshore-Erdölgewinnung nahe der Inselgruppen Lofoten und Vesterålen steht die Partei jedoch aus umweltpolitischen Gründen ablehnend gegenüber.
In Übereinstimmung mit ihren distriktspolitischen Grundsätzen fordert die Kystpartiet eine „Dezentralisierung öffentlicher Arbeitsplätze“, d. h. ein entsprechendes Outsourcing zugunsten der Distrikte sowie eine Verbesserung der Infrastruktur in strukturschwachen Regionen, unter anderem mit den Mitteln des nationalen Ölfonds.
Die Partei will die Einwanderung nach Norwegen „begrenzen und kontrollieren“. Eine Mitgliedschaft des Landes in der EU lehnt sie nach wie vor strikt ab.

## Wahlergebnisse
Dass die Partei ihre Basis in Nordnorwegen hat, ist an den Wahlergebnissen deutlich abzulesen. Als sie 2001 erstmals unter ihrem Namen bei der Parlamentswahl antrat, gewann sie in den nördlichen Fylker überproportional viele Stimmen. Mit einem Stimmenanteil von 10,9 Prozent in Nordland gelang es Steinar Bastesen, sein zuvor für die Tverrpolitisk Folkevalgte errungenes Mandat zu verteidigen. Landesweit erhielt die Partei 44.010 Stimmen, was einem Anteil von 1,7 Prozent entsprach.
Zur Parlamentswahl 2005 trat die Partei erstmals in allen 19 Fylker an, darunter auch in den beiden Provinzen (Hedmark, Oppland), die über keinerlei Küstenfläche verfügen. Dennoch erreichte die Partei nur noch einen Stimmenanteil von 0,8 Prozent und verlor ihren Sitz im Storting. 59 Prozent aller Stimmen gewann sie auch bei dieser Wahl in den drei nördlichen Fylker Nordland, Troms und Finnmark. Die negative Entwicklung setzte sich bei der Parlamentswahl 2009 fort. Die Partei verlor vor allem in ihrer Hochburg Nord-Norwegen massiv an Stimmen und kam lediglich auf einen Anteil von 0,2 Prozent. 2013 erreichte die Kp 3311 Stimmen (Anteil von 0,1 Prozent). Bei der Parlamentswahl 2021 trat die Partei nur noch in zwei Fylker an und erhielt lediglich 171 Stimmen (Anteil von 0,0 Prozent).
Nach den Kommunalwahlen 2007 war die Partei in 20 Gemeinderäten vertreten. In Loppa und Skjervøy stellte sie den Bürgermeister, in Lurøy, Torsken und Kvænangen den stellvertretenden Bürgermeister.